# ديفيد فروست (لاعب غولف)
ديفيد فروست (بالإنجليزية: David Frost)‏ هو لاعب غولف جنوب أفريقي، ولد في 11 سبتمبر 1959 في كيب تاون في جنوب أفريقيا.

## وصلات خارجية
- ديفيد فروست على موقع رابطة لاعبي الغولف المحترفين (الإنجليزية)
- ديفيد فروست على موقع رابطة أوروبا للاعبي الغولف المحترفين (الإنجليزية)
- ديفيد فروست على موقع رابطة اليابان للاعبي الغولف المحترفين (الإنجليزية)
- ديفيد فروست على موقع التصنيف العالمي الرسمي للغولف (الإنجليزية)